# Pierre Franqueville

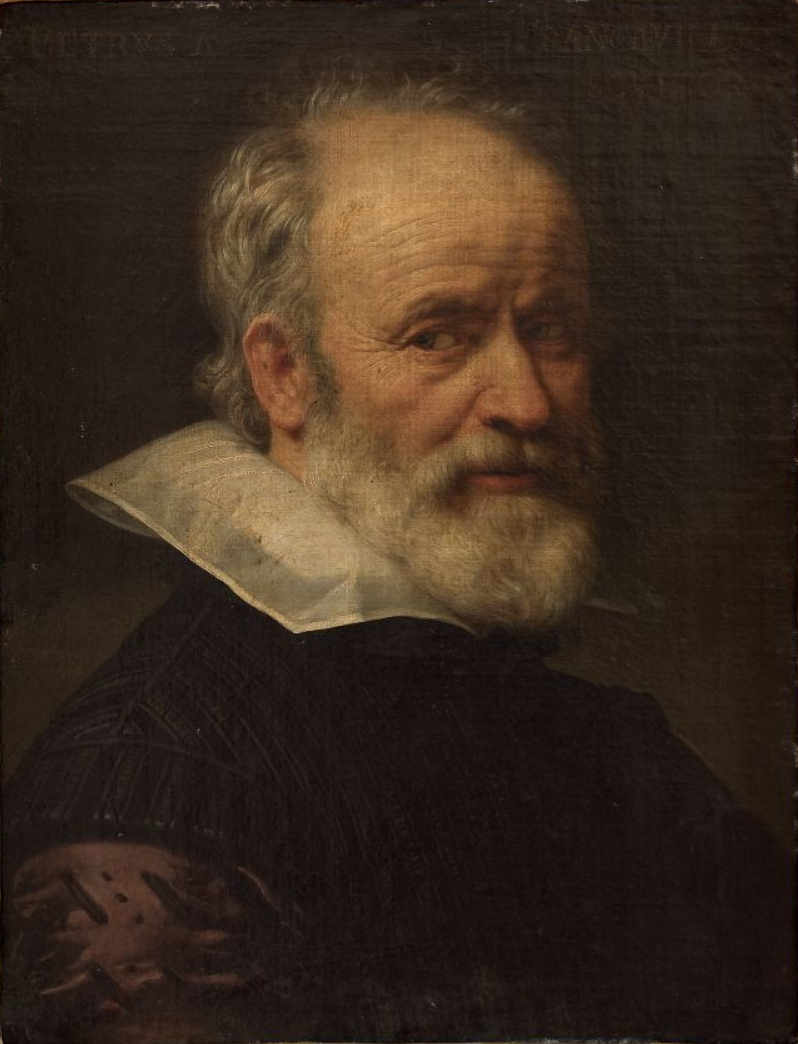
Pierre Francqueville av Frans Pourbus den yngre.

Pierre Francqueville (eller Francheville, italienska: Pietro Francavilla), född 1548 i Cambrai, död den 23 augusti 1615, var en fransk bildhuggare.
Franqueville tillhörde som konstnär lika mycket Italien som Frankrike. Han fick sin konstnärsbildning först i Paris och Innsbruck, sedan i Florens, där han blev Giovanni da Bolognas lärjunge och medhjälpare. År 1601 kom han åter till Paris och fick anställning som kungens förste bildhuggare. Franqueville utförde en mängd statyer, byster och reliefer (i Florens, Genua och Paris). Bland hans främsta verk kan nämnas de fyra i Louvren förvarade statyerna av fängslade slavar (De besegrade nationerna), som ursprungligen var bestämda för fotställningen till Henrik IV:s av Giovanni da Bologna utförda, 1792 förstörda ryttarstaty på Pont Neuf. Franqueville var verksam även som målare, arkitekt och skriftställare (han efterlämnade bland annat en skrift om människokroppen, med titel Microcosmo). "Hans plastiska verk förråda liflig fantasi, men bära jämväl tydlig prägel af den manierism, som vidlådde den tidens konst", skriver John Rosén i Nordisk familjebok.